# Західний військовий округ (КНР)
Західний військовий округ Народно-визвольної армії Китаю (ЗхВО НВАК, кит. 西部战区, пін. Xībù zhànqū) зі штаб-квартирою в Ченду (провінція Сичуань) сформований з колишніх Ланьчжоуського і Чендуського військових округів Китайської Народної Республіки: охоплює провінції Ганьсу, Сичуань, Цінхай, автономії Сіньцзяну, Сіцзану і Нінся та місто прямого підпорядкування Чунцін на заході і в географічному центрі країни.
Західний округ не має у своєму складі підрозділів ВМС, а перехід від попередньої структури до поточних об'єднаних командувань не зовсім завершено. Цей регіон опікується військовими загрозами з території Центральної і Південної Азії — особливо з урахуванням територіальних претензій до Індії — і проблемами внутрішнього сепаратизму.

## Склад
ЗхВО НВАК складається з Сухопутного командування, якому підпорядковані 76-й та 77-й армійські корпуси, що доповнені спеціалізованими, десантними та артилерійськими бригадами.
Загалом на 2024-й рік округ включав наступні формування:
- Сухопутні сили:
  - 16 загальновійськових бригад
  - дві піхотні
  - дві гірсько-піхотні
  - три бригади ППО
  - чотири артилерійські бригади
  - чотири бригади армійської авіації;
- Сили спеціальних операцій:
  - три бригади;
- Повітряні сили:
  - три авіабази[c]
  - 8 бригад винищувачів/штурмовиків
  - одна авіатранспортна дивізія
  - одна авіатранспортна бригада
  - загін БпЛА;
- Ракетні війська
  - 8 ракетних бригад
  - дві групи ракетних ШПУ.